# 诺伊格尔恩斯多夫
诺伊格尔恩斯多夫是德国图林根州的一个市镇。总面积3.78平方公里，总人口154人，其中男性76人，女性78人（2011年12月31日），人口密度41人/平方公里。